# Vladimirski Toupik
Vladimirski Toupik (en russe : Владимирский Тупик) est une commune rurale de l'oblast de Smolensk, en Russie. Sa population s'élevait à 576 habitants en 2007.